# Leptopterna dolabrata
Leptopterna dolabrata (synoniem: Miris dolabratus) is een insect uit de familie van de blindwantsen (Miridae). De wetenschappelijke naam van de soort is voor het eerst geldig gepubliceerd in 1758 door Linnaeus. 

## Uiterlijke kenmerken
De soort heeft een zwarte basiskleur en heeft behaarde poten en lange antennes, de voorvleugels zijn vaak rood of oranje-geel en tussen de ogen bevindt zich een dwars groefje. De kleur van het mannetje wordt donkerder met de leeftijd, van zwart en geel tot zwart en oranje-rood. De wants kan een lengte van 8,0-8,5 mm bereiken en de mannetjes hebben altijd volledige vleugels. Dit
in tegenstelling tot de vrouwtjes die meestal maar kleine vleugeltjes hebben. 
Er zijn twee zeer vergelijkbare soorten, Leptopterna dolabrata en Leptopterna ferrugata. De nimfen van deze soorten zijn in het veld nagenoeg niet  van elkaar te onderscheiden. 

## Verspreiding en leefgebied
Het dier wordt vaak gevonden in grasrijke gebieden in Noord-Amerika en Europa en is in Nederland ook niet zeldzaam. De wants voedt zich met zaden van een verscheidenheid aan grassen, waardoor zaadjes en knoppen verschrompelen en voortijdig afsterven. De volwassen dieren zijn te vinden van juni tot september.

## Afbeeldingen

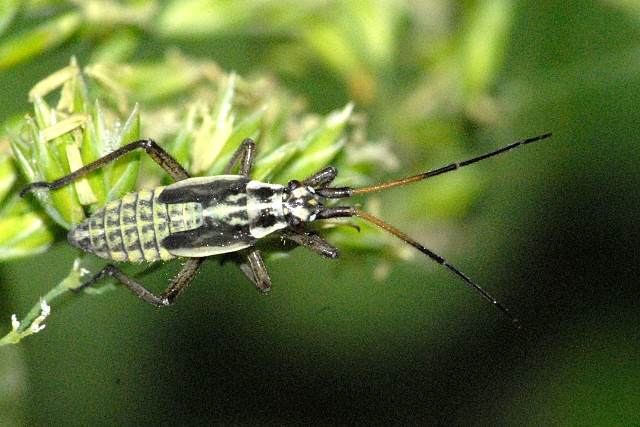
nimf
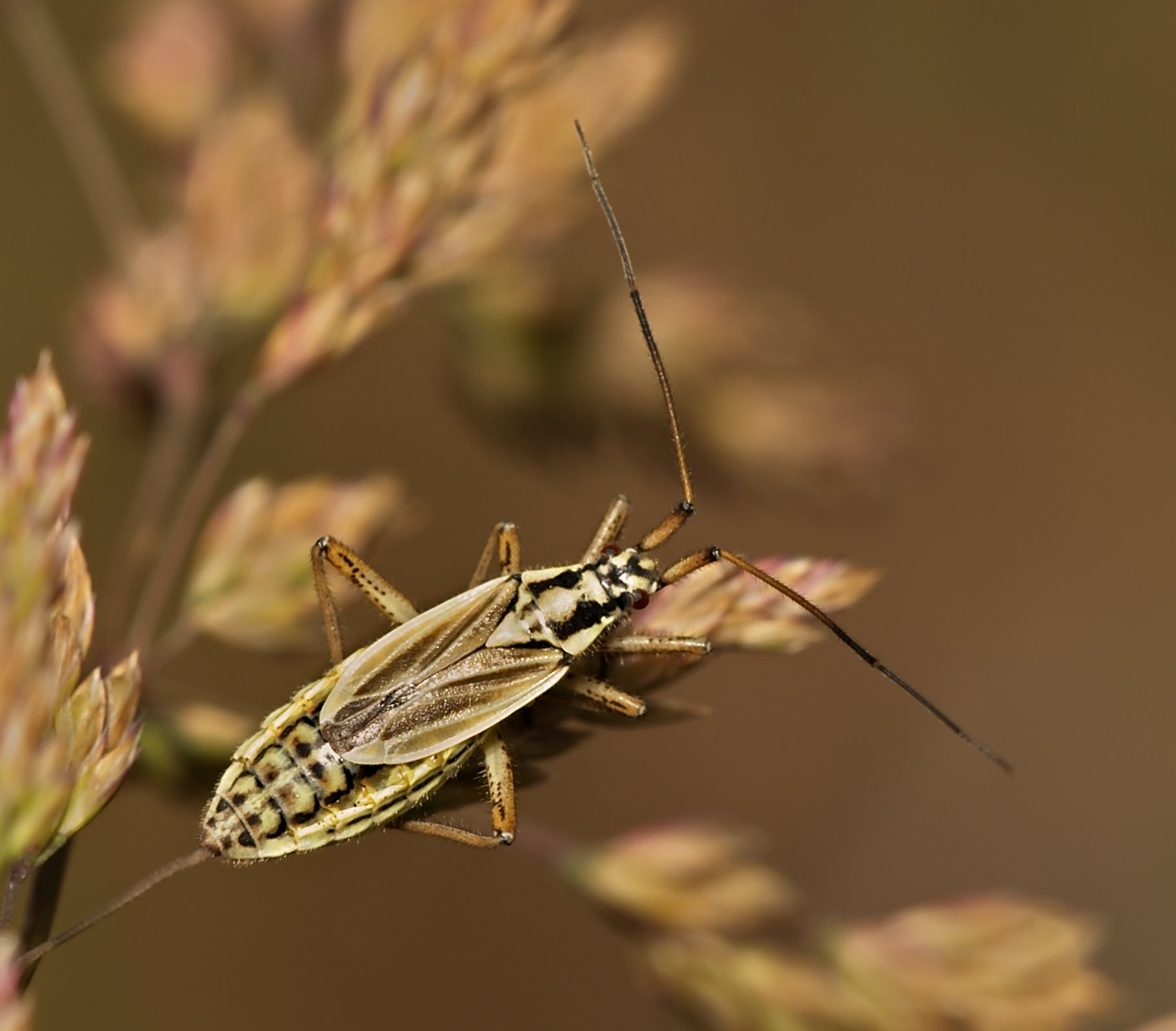
vrouwtje
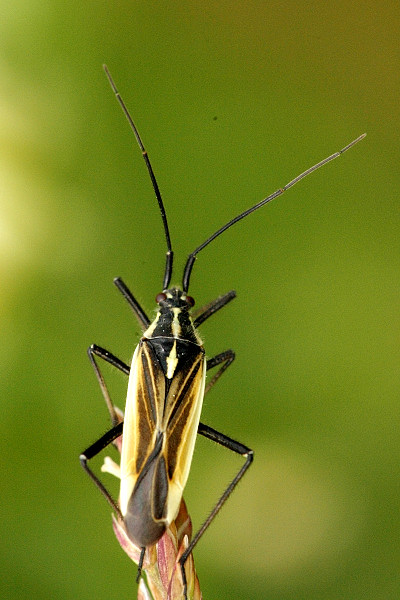
mannetje
- filmpje van een nimf